# Меда Педингтон 2
Меда Педингтон 2 (енгл. Paddington 2) је играно-анимирана филмска комедија из 2017. године, режисера Пола Кинга, који је и написао сценарио заједно са Сајмоном Фарнабијем. Заснован је на причама о Меди Педингтону које је започео Мајкл Бонд и наставак је филма Меда Педингтон  (2014), снимљен у ко-продукцији Уједињеног Краљевства, Француске и Луксембурга. Насловном лику глас позајмљује Бен Вишо, док су у осталим улогама Хју Боневил, Сали Хокинс, Брендан Глисон, Џули Волтерс, Џим Бродбент, Питер Капалди и Хју Грант. Радња прати Педингтона који је неправедно оптужен за провалу и ухапшен, након чега он и његова породица морају да пронађу правог кривца и докажу његову невиност.
Развој наставка Меде Педингтона је потврђен у априлу 2015, а филм је сниман од октобра 2016. до јуна 2017. године. Филм је у британским биоскопима објављен 10. новембра 2017. и широм света је остварио зараду од преко 227 милиона долара. Наишао је на изузетно позитивне реакције критичара и остварио рејтинг одобравања од 100% на веб-страници Rotten Tomatoes, где је био најбоље оцењени филм све док једна негативна рецензија није остављена на сајту 2021. године. Нашао се на бројним листама најбољих филмова те године, као и те деценије, а био је номинован и за три награде БАФТА, укључујући ону за најбољи британски филм. Наставак, Меда Педингтон у џунгли, премијерно је приказан 2024. године.

## Радња
Меда Педингтон, пошто се настанио у дому породице Браун, пружа својим комшијама емоционалну подршку на разне начине. Да би купио јединствену поп-ап књигу са знаменитостима Лондона у антикварници Самјуела Грубера за стоти рођендан своје тетке Луси, Педингтон почиње да ради неколико необичних послова и штеди своју зараду, али нешто касније сведочи провали у антикварницу, где је књига је украдена. Педингтон креће у потеру, али лопов успева да побегне, а Педингтону је подметнута провала и ухапшен је. Лопов се враћа кући и открива се као Финикс Бјукенан, егоистични глумац који такође живи у суседству породице Браун. На суду, господин Грубер изјављује да не верује да је Педингтон украо књигу. Међутим, без доказа о другом потенцијалном лопову, Педингтон је осуђен и послан у затвор.
Затворски напрасити кувар, Наклс, узима Педингтона за помоћника, импресиониран његовим рецептом за сендвич са мармеладом. Браунови почињу да траже доказе о Педингтоновој невиности, постављајући скице лопова по целом Лондону. Бјукенан користи књигу да лоцира низ трагова на лондонским знаменитостима, који откривају локацију тајног блага. Током својих напора да докажу Педингтонову невиност, Браунови наилазе на гатару која их обавештава да књига води до скривеног богатства оригиналне ауторке.
Са Педингтоновим утицајем, затвор постаје много веселије и пријатељскије место, али Педингтон се бори да остане позитиван када Браунови не могу да докажу његову невиност, али они не одустају од потраге. Наклс и још двојица затвореника, Фибс и Спун, касније говоре Педингтону да ће Браунови, иако му желе добро, на крају заборавити на њега.
Убеђени да је Бјукенан кривац, Браунови траже украдену књигу у његовој кући. Они проналазе тајни таван где су сакривени различити Бјукенанови костими, укључујући маску коју је носио кад је украо књигу. У међувремену, истрага Браунових доводи до тога да пропусте да посете Педингтона у затвору.
Педингтон, верујући да су га Браунови заборавили, придружује се Наклсу, Фибсу и Спуну у бекству из затвора. Они обећавају да ће помоћи у доказивању његове невиности, али након бекства, одмах одустају од те идеје како би побегли из земље, позивајући Педингтона да им се придружи. Педингтон одбија и, избегавајући полицију, користи телефонску говорницу да контактира Браунове, који тврде да је Бјукенан прави кривац. Да би ухватили Бјукенана, договарају се да се састану на станици Педингтон, одакле треба да крене карневалски воз који носи скривено богатство.
Педингтон стиже до станице, сакрива се у канту за отпатке како би избегао полицију и улази у воз чим је кренуо. Браунови јуре са другом локомотивом, на супротној платформи. Бјукенан проналази скривено благо, али га Педингтон осујети у намери да га украде. Хенри, Џуди и госпођа Берд их сустижу и улазе у други воз да би се суочили са Бјукенаном, који их савладава и бежи. Он пресече спојницу задњег вагона воза (са Педингтоном закључаним унутра), али га Џуди фотографише док држи књигу, пре него што га Хенри нокаутира.
Педингтон је још увек заробљен у задњем вагону када искочи из шина и потоне у оближњу реку. Мери покушава да спаси Педингтона, али се мучи да отвори закључана врата; убрзо јој помажу Наклс, Фибс и Спун, који су се предомислили и одлучили да помогну Педингтону као што су обећали.
Педингтон пада у кому, али се буди у својој кући на Лусин рођендан. Сазнаје да је ослобођен кривице и да је Бјукенан ухапшен. Педингтон је разочаран што не може да поклони Луси књигу, која је узета као доказ, али открива да су Браунови, уз помоћ својих комшија, организовали да сама Луси дође у Лондон. Отварајући јој улазна врата, Педингтон грли Луси, желећи јој срећан рођендан.
Током одјавне шпице се открива да су Наклс, Фибс и Спун су помиловани, а Наклс отвара посао са сендвичима. Бјукенан је осуђен на 10 година затвора; шест месеци касније, он почиње да организује представе у затвору.

## Улоге
| Глумац         | Улога                   |
| -------------- | ----------------------- |
| Бен Вишо       | Меда Педингтон (глас)   |
| Хју Боневил    | Хенри Браун             |
| Сали Хокинс    | Мери Браун              |
| Хју Грант      | Финикс Бјукенан         |
| Брендан Глисон | Наклс Мекгинти          |
| Мадлен Харис   | Џуди Браун              |
| Самјуел Џослин | Џонатан Браун           |
| Џули Волтерс   | госпођа Берд            |
| Џим Бродбент   | Самјуел Грубер          |
| Питер Капалди  | господин Кари           |
| Имелда Стонтон | Луси (глас)             |
| Мајкл Гамбон   | Пастузо (глас)          |
| Џоана Ламли    | Фелисити Фаншо          |
| Ајлин Аткинс   | Мадам Козлова           |
| Бен Милер      | пуковник Ланкастер      |
| Сајмон Фарнаби | Бери                    |
| Џесика Хајнс   | госпођица Китс          |
| Ноа Тејлор     | Фибс                    |
| Арон Нил       | Спун                    |
| Том Конти      | судија Џералд Биглсвејд |